# غوستاف شاربنتييه
غوستاف شاربنتييه (بالفرنسية: Gustave Charpentier )‏ (و. 1860 – 1956 م) هو ملحن، وموزع (موسيقى)، وكاتب، من فرنسا، توفي في باريس، عن عمر يناهز 96 عاماً.

## التعليم
تعلم في معهد باريس للموسيقى، والمعهد الوطني العالي للموسيقى والرقص ‏.

## أعمال بارزة
من أهم أعماله:
- Louise
- Julien ou La Vie du poète.

## جوائز
حصل على جوائز منها:
- جائزة روما (1887)
- وسام جوقة الشرف.

## وصلات خارجية
- غوستاف شاربنتييه على موقع أوليمبيديا (الإنجليزية)

- غوستاف شاربنتييه على موقع IMDb (الإنجليزية)
- غوستاف شاربنتييه على موقع الموسوعة البريطانية (الإنجليزية)
- غوستاف شاربنتييه على موقع مونزينجر (الألمانية)
- غوستاف شاربنتييه على موقع ألو سيني (الفرنسية)
- غوستاف شاربنتييه على موقع ميوزك برينز (الإنجليزية)
- غوستاف شاربنتييه على موقع أول موفي (الإنجليزية)
- غوستاف شاربنتييه على موقع قاعدة بيانات برودواي على الإنترنت (الإنجليزية)
- غوستاف شاربنتييه على موقع قاعدة بيانات الأفلام السويدية (السويدية)
- غوستاف شاربنتييه على موقع إن إن دي بي (الإنجليزية)
- غوستاف شاربنتييه على موقع ديسكوغز (الإنجليزية)